# Machimus
Machimus is een vliegengeslacht uit de familie van de roofvliegen (Asilidae).

## Soorten
- M. aberrans (Schiner, 1868)
- M. acutus Martin, 1975
- M. achterbergi Tomasovic, 2004
- M. adustus Martin, 1975
- M. agilis (Wiedemann, 1828)
- M. alatavicus Lehr, 1967
- M. albibarbis (Macquart, 1849)
- M. albiventris Villeneuve in Janssens, 1959
- M. alterus (Williston, 1901)
- M. angularis (Ricardo, 1922)
- M. annulipes (Brullé, 1832)
- M. antennatus (Becker, 1908)
- M. antimachus (Walker, 1849)
- M. aradensis Theodor, 1980
- M. araxanus Richter, 1963
- M. aridus Lehr, 1999
- M. armeniacus Richter, 1963
- M. armipes Becker in Becker & Stein, 1913
- M. arthriticus

Stekelpootroofvlieg (Zeller, 1840)
- M. asiaticus (Becker, 1925)
- M. assamensis Ricardo, 1919
- M. aurimystax (Bromley, 1928)
- M. aurulentus Becker, 1925
- M. autumnalis (Banks, 1914)
- M. ayubiensis Rahim, 1976
- M. barcelonicus Bequaert, 1964
- M. bataviensis (Meijere, 1914)
- M. bengalensis Joseph & Parui, 1986
- M. bicolor Joseph & Parui, 1984
- M. biljici Adamovic, 1959
- M. blascoi Weinberg & Bächli, 2001
- M. brevis Martin, 1975
- M. bromleyanus (Carrera & Andretta, 1950)
- M. calicutensis Joseph & Parui, 1986
- M. caliginosus (Meigen, 1820)
- M. callidus (Williston, 1893)
- M. cancerae Martin, 1975
- M. caudiculatus Speiser, 1910
- M. cavagnaroi Joseph & Parui, 1995
- M. cerasinus Martin, 1975
- M. cinchonaensis Joseph & Parui, 1986
- M. cinerarius (Pallas in Wiedemann, 1818)
- M. coerulescens Ricardo, 1919
- M. coleus Martin, 1975
- M. comans Oldroyd, 1940
- M. concinnus Loew, 1870
- M. coruscus Wulp, 1898
- M. cribratus (Loew, 1849)
- M. cyanopus (Loew, 1849)
- M. chaldaeus Janssens, 1961
- M. cheriani Joseph & Parui, 1986
- M. chinensis Ricardo, 1919
- M. chrysitis (Meigen, 1820)
- M. debilis Becker, 1923
- M. decipiens Theodor, 1980
- M. delusus (Tucker, 1907)
- M. divinosus Oldroyd, 1972
- M. divisus Becker, 1923
- M. dravidicus Joseph & Parui, 1986
- M. dubiosus Becker, 1923
- M. dubius Ricardo, 1919
- M. elegans (Loew, 1849)
- M. erevanensis Richter, 1963
- M. ermineus Becker, 1907
- M. erythocnemius (Hine, 1909)
- M. fimbriatus (Meigen, 1804)
- M. floridensis (Bromley, 1940)
- M. formosus (Hine, 1918)
- M. fortis (Loew, 1849)
- M. funebris Theodor, 1980
- M. gertschi (Bromley, 1951)
- M. gilvipes Hine, 1918
- M. globifer Strobl, 1906
- M. gonatistes (Zeller, 1840)
- M. grantae Martin, 1975
- M. gratiosus Loew, 1871
- M. griseus Hine, 1906
- M. guttatus Martin, 1975
- M. gymnus Oldroyd, 1939
- M. hierosolymae Theodor, 1980
- M. hirsutus (Ricardo, 1922)
- M. hirtipes Ricardo, 1919
- M. ibizensis Gil Collado, 1932
- M. impeditus (Becker, 1925)
- M. incisuralis (Bromley, 1935)
- M. indianus Ricardo, 1919
- M. indicus Joseph & Parui, 1986
- M. infrafemoralis Bromley, 1935
- M. intricans Becker, 1923
- M. inutilis Bromley, 1935
- M. javieri Weinberg & Bächli, 2001
- M. johnsoni (Hine, 1909)
- M. juxta Oldroyd, 1939
- M. keniaensis Lindner, 1961
- M. keralaensis Joseph & Parui, 1986
- M. khasiensis Ricardo, 1919

- M. kollmani Timon-David, 1944
- M. krueperi Becker, 1923
- M. kurzenkoi Lehr, 1999
- M. lacinulatus Loew, 1854
- M. laevis Becker, 1923
- M. largus Richter, 1963
- M. latapex Martin, 1975
- M. latipex Martin, 1975
- M. lepturus Gerstaecker, 1871
- M. leucocephalus Janssens, 1968
- M. linearis Becker, 1923
- M. longipenis Martin, 1975
- M. longipennis Lehr, 1999
- M. lucentinus (Strobl in Czerny & Strobl, 1909)
- M. lurettae Lavigne, 1978
- M. macophthalmus (Loew, 1871)
- M. madeirensis Schiner, 1868
- M. maneei (Hine, 1909)
- M. margaretae Weinberg & Tsacas, 1975
- M. martini Tomasovic, 2003
- M. mauritanicus Bequaert, 1964
- M. mcalpinei Martin, 1975
- M. meridionalis Efflatoun, 1934
- M. mexicanus (Macquart, 1846)
- M. modestus (Loew, 1849)
- M. mondali Joseph & Parui, 1995
- M. montanus Ricardo, 1919
- M. monticola Frey, 1940
- M. mussooriensis Joseph & Parui, 1986
- M. mystacinus Becker, 1923
- M. nahalalensis Theodor, 1980
- M. negevensis Theodor, 1980
- M. nevadensis (Strobl in Czerny & Strobl, 1909)
- M. nicobarensis (Schiner, 1868)
- M. nigrifemoratus (Macquart, 1839)
- M. nigrinus Ricardo, 1919
- M. nigripes (Ricardo, 1922)
- M. nigrosetosus Séguy, 1941
- M. nilgiriensis Parui & Joseph, 1994
- M. niveibarbus (Bellardi, 1861)
- M. notatus (Wiedemann, 1828)
- M. notialis Martin, 1975
- M. novaescotiae (Macquart, 1847)
- M. occidentalis (Hine, 1909)
- M. oriens Martin, 1975
- M. painteri Martin, 1975
- M. pammelas (Speiser, 1910)
- M. paropus (Walker, 1849)
- M. parvus Ricardo, 1919
- M. pastshenkoae (Lehr, 1976)
- M. perniciosus Becker, 1923
- M. perplexus Becker, 1915
- M. pilipes (Meigen, 1820)
- M. polyphemi Bullington & Beck, 1991
- M. portosanctanus Cockerell, 1921
- M. prairiensis (Tucker, 1907)
- M. pseudogonatistes Villeneuve, 1930
- M. pseudonicobarensis Joseph & Parui, 1987
- M. punjabensis Bromley, 1935
- M. pyrenaicus Becker, 1923
- M. retrospectus Oldroyd, 1975
- M. ricardoi (Bromley, 1935)
- M. rudis Becker, 1923
- M. rufipes Ricardo, 1922
- M. rusticus

Roestbruine roofvlieg (Meigen, 1820)
- M. sadyates (Walker, 1849)
- M. sagittarius (Villeneuve, 1930)
- M. sanctimontis Janssens, 1960
- M. sareptanus Becker, 1923
- M. scarbroughi Joseph & Parui, 1986
- M. schuezi Lindner, 1961
- M. sestertius Martin, 1975
- M. setibarbus (Loew, 1849)
- M. setiventris Engel, 1930
- M. smithi Joseph & Parui, 1986
- M. snowii (Hine, 1909)
- M. soikai Janssens, 1961
- M. stanfordae Martin, 1975
- M. subdolus Loew, 1871
- M. subgenitalis Bromley, 1935
- M. submaculus Martin, 1975
- M. tenebrosus (Williston, 1901)
- M. tephraeus (Wiedemann in Meigen, 1820)
- M. thoracius (Loew, 1849)
- M. tibialis Ricardo, 1919
- M. truncatus Oldroyd, 1972
- M. tugajorum Lehr, 1964
- M. ugandiensis Ricardo, 1919
- M. ventralis Martin, 1975
- M. virginicus (Banks in McAtee & Banks, 1920)